# PGA West Private Golf Courses
De PGA West Private Golf Courses is een privé golfcomplex in de Verenigde Staten. Het complex werd opgericht in 1987 en bevindt zich in La Quinta, Californië. Het complex maakt deel uit van de The Club at PGA West.
Het complex beschikt over drie 18-holes golfbanen en hebben een eigen naam: de "Tom Weiskopf"-baan, de "Arnold Palmer"-baan en de "Jack Nicklaus"-baan. Deze drie banen hebben een par van 72. De "Weiskop"- en de "Palmer"-baan werden opgericht in 1987 en de "Niklaus"-baan werd opgericht in 2008. 

## Golfbanen
De "Arnold Palmer"-baan is anno 1987 de vaste baan voor de Humana Challenge, vroeger bekend als de Bob Hope Classic, en golfer David Duval zette in 1999, tijdens zijn laatste speelronde, een baanrecord neer met 59 slagen. Hij won overigens ook het toernooi.
De "Jack Niklaus"-baan is anno 2008 de vaste baan voor de Humana Challenge en is de enige van de drie golfbanen die de meeste zandbunkers heeft.
De "Tom Weiskopf"-baan is een deels links- en parkbaan en wordt vooral gebruikt voor de leden en dus niet voor golftoernooien.

## Golftoernooien
Arnold Palmer
Voor de heren is de lengte van de golfbaan 6355 m met een par van 72. De course rating is 71,5 en de slope rating is 133.
- Bob Hope Classic/Humana Challenge: 1987-1994 & 1998-heden
- Wendy's 3-Tour Challenge: 1994
- Legends of Golf: 1995-1997

Jack Niklaus
Voor de heren is de lengte van de golfbaan 6356 m met een par van 72. De course rating is 74,3 en de slope rating is 136.
- Bob Hope Classic/Humana Challenge: 2009-heden

## Trivia
- Naast deze drie golfbanen, maakt de Greg Norman Course en de TPC Stadium ook deel uit van de The Club at PGA West.